# حنا كنيازيفا مينينكو
حنا كنيازيفا مينينكو (مواليد 25 سبتمبر 1989) هي لاعبة قفز ثلاثي وقفز طويل إسرائيلية أوكرانية المولد،شاركت في 3 ألعاب أولمبية.